# Geilsdorf (Thüringen)
Geilsdorf is een dorp in de Duitse gemeente Stadtilm in het Ilm-Kreis in Thüringen. Het dorp wordt voor het eerst vermeld in een oorkonde uit de negende eeuw.

## Geschiedenis
Het dorp werd in 1994 deel van de toen gevormde gemeente Singerberg, die twee jaar later opging in de toen gevormde gemeente Ilmtal, die op 6 juli 2018 opging in de gemeente Stadtilm.